# جین شینگ
جین شینگ (به چینی: 金星) (زادهٔ ۱۳ اوت ۱۹۶۷) رقصنده، طراح رقص و بازیگر چینی است.
او یک زن ترنس است.

## زندگی‌نامه
والدین جین شینگ اصالتاً کره‌ای هستند. او زمانی که ۹ سال داشت به ارتش آزادی‌بخش خلق پیوست تا آموزش نظامی و رقص ببیند. در سال ۱۹۸۷ برای تحصیل رقص مدرن به مدت چهار سال به نیویورک رفت. پس از آن برای اجرا و تدریس به اروپا سفر کرد. در ۲۶ سالگی به چین بازگشت. در ۱۹۹۶ جراحی تطبیق و بازتایید جنسیت انجام داد. جین شینگ اکنون همراه با شوهر آلمانی و سه فرزندش در شانگهای زندگی می‌کند. او در آموزشگاه خود به آموزش رقص می‌پردازد.